# Крем'янська сільська рада
Крем'янська сільська рада — колишня адміністративно-територіальна одиниця та орган місцевого самоврядування в Барашівському і Пулинському районах Коростенської й Волинської округ, Київської та Житомирської областей Української РСР з адміністративним центром у селі Крем'янка.

## Населені пункти
Сільській раді на час ліквідації були підпорядковані населені пункти:
- с. Березівка
- с. Крем'янка
- с. Новосілка

## Населення
Кількість населення ради, станом на 1923 рік, становила 1 066 осіб, кількість дворів — 105.
Кількість населення сільської ради, станом на 1924 рік, становила 923 особи (з перевагою німецької національности), дворів — 143.
Кількість населення ради, станом на 1931 рік, становила 1 444 особи.

## Історія та адміністративний устрій
Створена 1923 року в складі колоній Березівка та Крем'янка Барашівської волості Коростенського повіту Волинської губернії. 7 березня 1923 року увійшла до складу новоствореного Барашівського району Коростенської округи. 30 жовтня 1924 року, відповідно до рішення Волинської ГАТК «Про виділення та організацію національних сільрад», сільську раду затверджено як німецьку національну, до складу ради передано колонії Брачки, Євгенівка і Тумар ліквідованої Євгенівської сільської ради Барашівського району. У 1930 році колонії Брачки і Тумар об'єднано в один населений пункт — кол. Тумар-Брачки.
20 червня 1930 року, відповідно до постанови ВУЦВК «Про створення Соколовського та Пулинського національного (німецького) районів» від 3 червня 1930 року, сільську раду включено до складу Пулинського німецького національного району Волинської округи. До складу сільської ради входили колонії Березівка, Євгенівка (Евенталь), Крем'янка і Тумар-Брачки (Нейдорф-Томар). 17 жовтня 1935 року, внаслідок розформування Пулинського німецького району, сільську раду включено до складу Барашівського району Київської області. Станом на 1 жовтня 1941 року кол. Тумар-Брачки неперебуває на обліку населених пунктів. У 1946 році хутір Євгенівка переданий до складу Бобрицько-Болярської сільської ради Барашівського району.
Станом на 1 вересня 1946 року сільська рада входила до складу Барашівського району Житомирської області, на обліку в раді перебували села Березівка, Крем'янка та Новосілка.
Ліквідована 11 серпня 1954 року, відповідно до указу Президії Верховної ради Української РСР «Про укрупнення сільських рад по Житомирській області», територію та населені пункти приєднано до складу Киянської сільської ради Барашівського району Житомирської області.